# Brian Goorjian
Brian Warwick Goorjian (Glendale, 8 giugno 1953) è un ex cestista e allenatore di pallacanestro statunitense naturalizzato australiano.

## Carriera
Ha guidato l'Australia a tre edizioni dei Giochi olimpici (Atene 2004, Pechino 2008, Tokyo 2020) e ai Campionati mondiali del 2006.